# Nikolaj Hansen (fodboldspiller, født 1993)
 Der er flere personer med dette navn, se Nikolaj Hansen.
Nikolaj Hansen (født 15. marts 1993) er en dansk fodboldspiller, der spiller i Víkingur.

## Karriere

### HB Køge
Den 7. juni 2014 blev det offentliggjort, at Nikolaj Hansen skiftede fra FC Vestsjælland til HB Køge.